# Algar de Palancia
Algar de Palancia è un comune spagnolo di 424 abitanti situato nella comunità autonoma Valenciana.